# I. and E. Greenwald Steam Engine No. 1058
El I. and E. Greenwald Steam Engine No. 1058  es una máquina de vapor estacionaria histórica ubicada en Miami, Florida. El I. and E. Greenwald Steam Engine No. 1058 se encuentra inscrito  en el Registro Nacional de Lugares Históricos desde el 12 de marzo de 1987.  

## Ubicación
El I. and E. Greenwald Steam Engine No. 1058 se encuentra dentro del condado de Miami-Dade en las coordenadas 25°43′57″N 80°15′27″O / 25.7325, -80.2575.